# Lycoming O-235

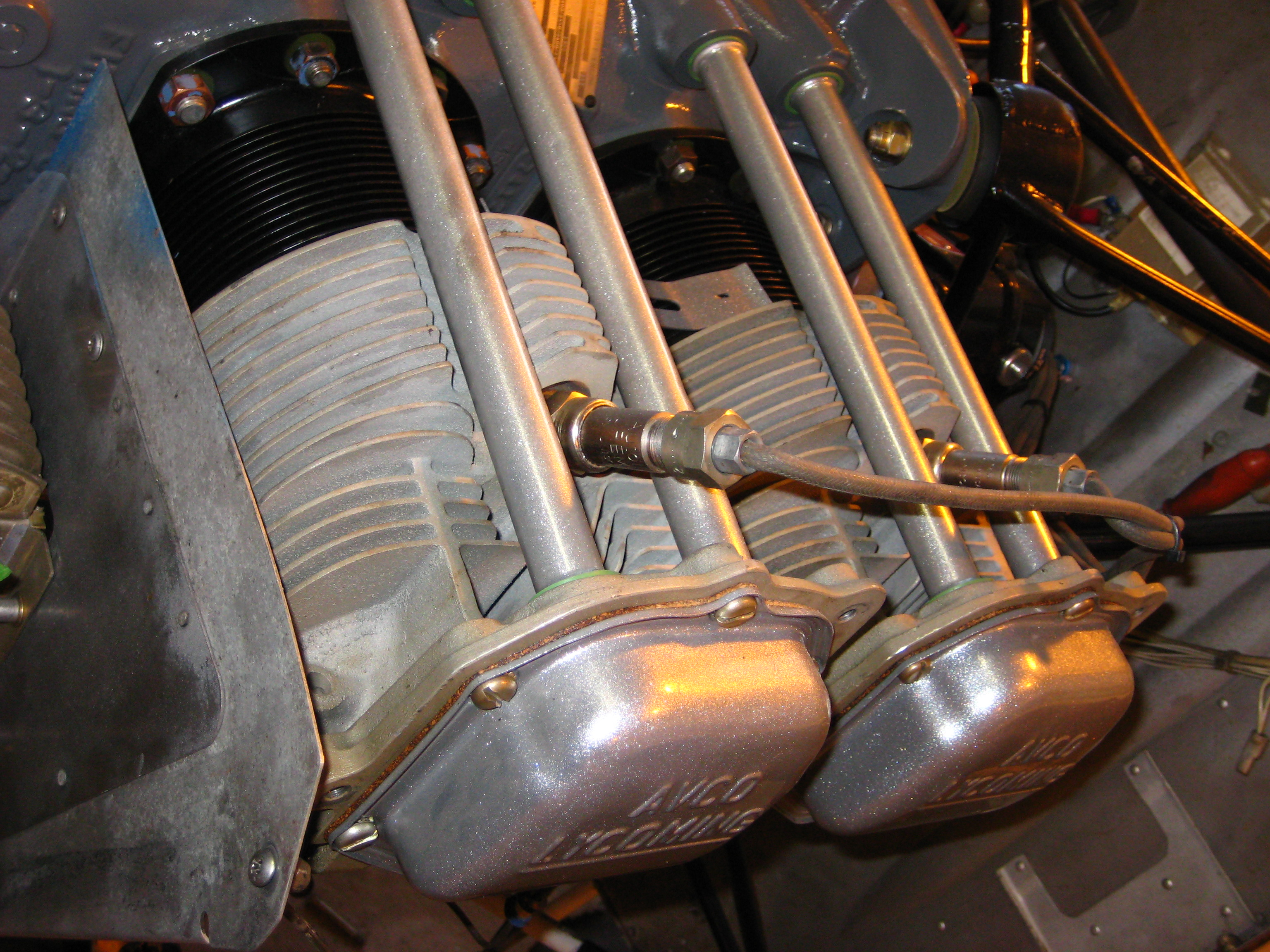
Cylindry silnika O-235

Lycoming O-235 – rodzina czterocylindrowych silników lotniczych chłodzonych powietrzem. We wszystkich wariantach zastosowano zasilanie gaźnikowe oraz zdwojony układ zapłonowy. Pierwszy wariant tego silnika uzyskał certyfikat FAA, 11 lutego 1942 roku (nr E-223).

## Lista zastosowań
- Cessna 152
- Piper PA-22-108 Colt
- Piper PA-38 Tomahawk
- Grumman AA-1
- Van's Aircraft RV-9

## Warianty
| Nazwa                                                         | Moc startowa          | Moc ciągła            |
| ------------------------------------------------------------- | --------------------- | --------------------- |
| O-235-C1, -C1B, -E1, -E1B                                     | 115 KM przy 2800 obr. | 115 KM przy 2800 obr. |
| O-235-C1C, -C2C, -H2C                                         | 115 KM przy 2800 obr. | 108 KM przy 2600 obr. |
| O-235-C1A                                                     | 100 KM przy 2450 obr. | 100 KM przy 2450 obr. |
| O-235-L2C, -K2C                                               | 118 KM przy 2800 obr. | 115 KM przy 2700 obr. |
| O-235-C2A, -C2B, -E2A, -E2B                                   | 115 KM przy 2800 obr. | 115 KM przy 2800 obr. |
| O-235-F1, -F1B, -G1, -G1B, -F2A, -F2B, -G2A, -G2B, -J2A, -J2B | 125 KM przy 2800 obr. | 125 KM przy 2800 obr. |
| O-235-K2A, -K2B, -L2A, -M1, -M2C, -M3C                        | 118 KM przy 2800 obr. | 118 KM przy 2800 obr. |
| O-235-N2A, -N2C, -P1, -P2A, -P2C, -P3C                        | 116 KM przy 2800 obr. | 116 KM przy 2800 obr. |